# Alan Pauls
Alan Pauls est un écrivain argentin né à Buenos Aires en 1959. Professeur de théorie littéraire, traducteur, scénariste, critique de cinéma, il a notamment publié un essai sur Borges, plusieurs nouvelles et trois romans, dont Le Passé, qui reçoit le prix Herralde en 2005.

## Biographie
Alan Pauls est le fils d'un émigré allemand qui a fui le nazisme en 1936, mais il n'a jamais réussi à maîtriser la langue allemande, en dépit de son intérêt pour la littérature allemande.
Il a fait ses études au lycée français de Buenos Aires. Parfaitement francophone, il est un bon connaisseur des œuvres de Stendhal, Proust et Barthes, qui l'ont inspiré pour la composition de ses propres œuvres.

## Œuvres
- El pudor del pornógrafo Sudamericana, Buenos Aires, 1984
- Manuel Puig. La traición de Rita Hayworth Biblioteca Crítica Hachette, Buenos Aires, 1986
- El coloquio Emecé, Buenos Aires, 1990
- Wasabi Alfaguara, Buenos Aires, 1994
- Lino Palacio: la infancia de la risa, Espasa Calpe, Buenos Aires, 1995
- Cómo se escribe. El diario íntimo, Éditions El Ateneo, Buenos Aires, 1996
- El factor Borges. Nueve ensayos ilustrados con imágenes de Nicolás Helft, Fondo de Cultura Económica, Buenos Aires, 1996.
- El pasado, Anagrama, Buenos Aires, 2003
- La vida descalzo, Sudamericana, Buenos Aires, 2006
- Historia del llanto, Anagrama, Barcelona, 2007
- Historia del pelo, Anagrama, Barcelona, 2010
- Temas lentos, crónicas y ensayos, selección y edición de Leila Guerriero, Ediciones UDP, Santiago, 2012
- Historia del dinero, Anagrama, Barcelona, 2013

## Traductions françaises
- La Pudeur du pornographe, Arcane 17, 1991
- L'Instruction, Arcane 17, 1992
- Wasabi, Arcane 17, 1994 ; réédition Christian Bourgois, 2006
- Le Facteur Borges, 1996
- Le Passé, Christian Bourgois, 2005
- La Vie pieds nus, Christian Bourgois, 2007
- Histoire des larmes, Christian Bourgois, 2009
- Histoire des cheveux, Christian Bourgois, 2010
- Histoire de l'argent, Christian Bourgois, 2013
- La Moitié fantôme, Christian Bourgois, 2023[1]